# 3775 Ellenbeth
A 3775 Ellenbeth (ideiglenes jelöléssel 1931 TC4) a Naprendszer kisbolygóövében található aszteroida. Clyde Tombaugh fedezte fel 1931. október 6-án.